# Corignago
Corignago, Cortignacco o Gorgnak (in croato: Koritnjak) è un isolotto disabitato della Dalmazia settentrionale, nel mare Adriatico, in Croazia, che fa parte delle isole Incoronate; si trova nel canale dell'Incoronata (Kornatski kanal) tra l'isola Incoronata e Peschiera. Amministrativamente appartiene al comune di Morter-Incoronate, nella regione di Sebenico e Tenin.
Assieme al vicino isolotto Gustaz erano anche chiamati scogli Gustaz.

## Geografia
Corignago si trova circa 260 m a sud di punta Guljak che sporge dalla costa sud-occidentale dell'Incoronata e ripara a sud valle Koritnica, adatta all'ancoraggio. Dista circa 900 m da Peschiera e 450 m lo separano da Gustaz. L'isolotto ha una forma allungata, la sua lunghezza è di circa 650 m; ha una superficie di 0,128 km², uno sviluppo costiero di 1,54 km e un'altezza massima di 46 m.

### Cartografia
- (HR) Mappa topografica della Croazia 1:25000, su preglednik.arkod.hr. URL consultato il 6 ottobre 2017.
- G. Giani, Carta prospettiva delle Comuni censuarie della Dalmazia, fogli 5 e 6, 1839. Fondo Miscellanea cartografica catastale, Archivio di Stato di Trieste.
- Carta di cabottaggio del mare Adriatico, foglio VII, Milano, Istituto geografico militare, 1822-1824. URL consultato il 6 ottobre 2017 (archiviato dall'url originale il 13 aprile 2013).